# Miss Universo 1996
Miss Universo 1996 foi o 45º concurso Miss Universo, realizado no Alladin Theatre for the Performing Arts, Las Vegas, EUA, no dia 17 de maio de 1996. Alicia Machado, da Venezuela, foi coroada como nova Miss Universo vencendo outras 78 candidatas disputando a coroa. Originalmente esta edição seria em Joanesburgo, na África do Sul, mas por razões financeiras o concurso foi transferido de última hora para Las Vegas.

## Evento
Esta edição do concurso foi um ponto de virada na história do Miss Universo. Pela primeira vez a Internet passou a ser protagonista no evento causando diversas mudanças na lógica e no formato do concurso. As fotos das candidatas passaram a ser disponíveis on line e pela primeira vez a Miss Fotogenia foi eleita pelo voto popular na Internet; a primeira vencedora foi a Miss Filipinas Aillen Damiles, a primeira entre muitas filipinas a ganhar este prêmio. Outro ponto importante foi a compra do concurso por Donald Trump, para fazer a vontade de sua primeira esposa, Marla Marples. O casamento dos dois acabaria no ano seguinte,mas Trump continuou com a franquia por 20 anos.Aquilo que em principio era apenas um presente para agradar sua ex-esposa,se tornaria algo rentável anos mais tarde.
O evento não teve grande cobertura da imprensa internacional, mais limitado a jornais locais de Las Vegas, a poucos países latinos e as Filipinas. Esta foi a segunda vez que Vegas sediou o concurso, a primeira delas em 1991, mas a produção desta edição foi mais simples, se comparada com algumas gloriosas e ricas edições de anos anteriores.
As grandes favoritas eram a Miss França, a elegante Laure Belleville, Miss EUA Ali Landry – depois famosa por comerciais de televisão e por sua carreira de atriz em séries americanas – a Miss Rússia Elmira Shamsutdinova e a Miss Austrália Jodie McMullen. Depois de um memorável número de abertura,com as candidatas passeando com os seus trajes típicos pela Las Vegas Strip até entrarem no teatro,ao final da coreografia a Miss Universo 1995 Chelsi Smith aparecia no palco em seu trono sendo elevada do chão e da Parada das Nações com as candidatas em trajes típicos divididas em regiões geográficas e os resultados preliminares divulgados para a audiência televisiva,no estilo de máquinas caça níquel, logo depois, veio o anúncio do Top 10: Índia, Finlândia, Peru, Suécia, México, Estados Unidos, Rússia, El Salvador, Aruba e Venezuela. Para uma das pré-favoritas, Mc Mullen, da Austrália, sobrou apenas o prêmio de Miss Simpatia. 
Neste ponto, muitos acreditavam que a coroa ia permanecer nos Estados Unidos, na primeira vitória consecutiva de um país na história (o que só aconteceria em 2009, com a Venezuela) e que também estariam entre as 3 finalistas: A Miss Rússia e a venezuelana Alicia Machado . Porém,Machado,deste o começo já se destacava e  brilhou naquela noite, vencendo facilmente a noite e se classificando entre as 6 finalistas em primeiro lugar, com a Miss EUA logo em seguida. Para surpresa geral,a Miss Estados Unidos,foi eliminada na primeira pergunta e o Top 3 foi formado por Venezuela, Finlândia e a grande surpresa da noite, Taryn Mansell de Aruba.
Machado venceu tornando-se a quarta Miss Universo venezuelana em dezessete anos. Seu reinado foi muito diferente de todas suas antecessoras. Se não possuía o refinamento e o glamour das venezuelanas anteriores, ganhava de todas em simpatia e espontaneidade, às vezes muita espontaneidade. Teve um dos mais polêmicos reinados da história, ganhando mais de dez quilos durante o reinado; Donald Trump ameaçou destroná-la, o que a fez se submeter a uma pesada rotina de dietas e exercícios, sempre com a imprensa internacional cobrindo seus passos.
Depois de passar a coroa à sucessora no ano seguinte, tornou-se uma personalidade polêmica, aparecendo em telenovelas, séries e reality shows. Em 2006, pousou nua para a edição mexicana da Playboy. Em 2015, durante a campanha eleitoral americana para a eleição geral do ano seguinte,as polêmicas do seu reinado foram requentadas,quando Donald Trump ,anunciou sua pré-candidatura para a presidência dos Estados Unidos e Alicia revelou que havia sofrido diversos "abusos" por parte de Trump durante o seu reinado.

## Resultados
| Colocação                | Candidata                                                | País                                |
| ------------------------ | -------------------------------------------------------- | ----------------------------------- |
| Miss Universo 1996       | Alicia Machado                                           | Venezuela                           |
| 2º lugar                 | Taryn Mansell                                            | Aruba                               |
| 3º lugar                 | Lola Odusoga                                             | Finlândia                           |
| Semifinalistas (Top 6):  | Ilmira Shamsutdinova Vanessa Guzmán Ali Landry           | Rússia · México · Estados Unidos    |
| Semifinalistas (Top 10): | Carmen Mayorga Sandhya Chib Natalí Sacco Annika Duckmark | El Salvador · Índia · Peru · Suécia |
| Premiações especiais     |                                                          |                                     |
| Miss Simpatia            | Jodie McMullen                                           | Austrália                           |
| Miss Fotogenia           | Aileen Damiles                                           | Filipinas                           |
| Melhor Traje Típico      | Ilmira Shamsutdinova                                     | Rússia                              |
| Melhor Traje de Banho    | Alicia Machado                                           | Venezuela                           |
| Melhor Estilo Clairol    | Alicia Machado                                           | Venezuela                           |

## Candidatas
Em negrito, a candidata eleita Miss Universo 1996. Em itálico, as semifinalistas.
| - África do Sul - Carol Becker - Alemanha - Miriam Ruppert - Argentina - Veronica Ledesma - Aruba - Taryn Scheryl Mansell (2°) - Austrália - Jodie McMullen (MS) - Bahamas - Michelle Rae Collie - Bélgica - Véronique De Kock - Belize - Ava Lovell - Bolívia - Natalia Cronenbold Aguilera - Bonaire - Jessy Viceisza - Brasil - Maria Joana Parizotto - Bulgária - Maria Sinigerova - Canadá - Renette Cruz - Chile - Andrea L'Huillier - Chipre - Froso Spyrou - Cingapura - Angeline Putt - Colômbia - Lina Maria Gaviria Forero - Coreia do Sul - Yoon-jung Kim - Costa Rica - Dafne Zeledon - Curaçao - Vanessa Mambi - Dinamarca - Anette Oldenborg - Egito - Hadeel Abol-Naga - El Salvador - Milena Mayorga (SF) - Equador - Monica Chala - Espanha - María José Suárez - Estados Unidos - Ali Landry (F) - Estónia - Helen Mahmastol - Filipinas - Aileen Damiles (MF) - Finlândia - Lola Odusoga (3°) - França - Laure Belleville - Gana - Pearl Anoah - Grã-Bretanha - Anita St. Rose - Grécia - Nina Georgala (3° TT) - Guatemala - Karla Beteta - Honduras - Yazmin Fiallos - Hong Kong - Sofie Rahman - Hungria - Andrea Deak - Ilhas Caimã - Tasha Ebanks - Ilhas Cook - Victoria Keil - Ilhas Virgens Britânicas - Linette Smith | - Índia - Sandhya Chib (SF) - Indonésia - Alya Rohali - Irlanda - Joanne Black - Islândia - Hrafnhildur Hafsteinsdóttir - Israel - Liraz Mesilaty - Itália - Anna Valle - Jamaica - Trudi Ferguson - Líbano - Julia Syriani - Malásia - Adeline Ong - Malta - Roseanne Farrugia - Marianas Setentrionais - Belvilyn Ada Tenorio - México - Vanessa Guzmán (F, 2° TT) - Namíbia - Faghma Absolom - Noruega - Inger Lise Ebeltoft - Nova Zelândia - Sarah Brady - Países Baixos - Marja de Graaf - Panamá - Reyna Roya - Paraguai - Marta Lovera - Peru - Natalí Sacco (SF) - Polónia - Monika Chroscicka-Wnetrzak - Porto Rico - Sarybel Velilla - Portugal - Rita Carvalho - República da China (Taiwan) - Chen Hsiao-Fen - República Dominicana - Sandra Abreu - República Eslovaca - Iveta Jankularova - República Tcheca - Renata Hornofova - Roménia - Roberta Anastase - Rússia - Ilmira Shamsutdinova (F, TT) - Sri Lanka - Shivanthini Dharmasiri - Suécia - Annika Duckmark (SF) - Suíça - Stephanie Berger - Tailândia - Nirachala Kumya - Trinidad e Tobago - Michelle Kahn - Turcas e Caicos - Shaneika Lightbourne - Turquia - Sevilay Ozturk - Ucrânia - Irina Borisova - Uruguai - Sandra Maidana - Venezuela - Alicia Machado (1°, MM, EC) - Zimbabwe - Langa Sibanda |

- Não competiu a representante de Gibraltar Monique Chiara.